# Алан Гайнберґ
 
Аллан Гайнберґ (29 червня 1967, Талса) — американський кіносценарист, телесценарист і продюсер, автор коміксів.
Гайнберґ є сценаристом фільму Диво-жінка 2017 року режисера Петті Дженкінс. Він був сценаристом і продюсером телефільмів: «Гола правда», «Вечірка п'ятьох», «Секс у великому місті», «Дівчата Ґілмор»», «Чужа сім'я», «Анатомія Ґрей», «Погляд» і «Скандал». Нещодавно Гайнберґ продумав, написав і зняв на ABC фільм The Catch з Мірей Інос і Пітером Краузе в головних ролях, а також розробив серіал Netflix 2022 року «Пісочний чоловік». Для Marvel Comics Гайнберґ створив і написав «Юних месників» і його продовження «Месники: Хрестовий похід дітей» разом із співавтором/художником Джимом Ченґом. Для коміксів DC Гайнберґ разом із Джеффом Джонсом написав «JLA: Криза сумління» (художник Кріс Батіста) і перезапустив «Диво-жінку» з художниками Террі та Рейчел Додсон.

## Ранні роки
Гайнберґ народився в єврейській родині і закінчив середню школу імені Букера Т. Вашингтона в Талсі, штат Оклахома, і Єльський університет у 1989 році. Він навчався в коледжі Морс. Гайнберґ грав у бродвейській виставі «Сміх на 23-му поверсі» та з'являвся за межами Бродвею в «Привіт, мамцю, привіт, татку», а також у виставі Боба Меррілла «Ганна... 1939» з Джулі Вілсон у постановці театру Вайнярд.

## Кар'єра

### Театр
Вистава під назвою «Голос Амазонки» стала початком кар'єри Гайнберґа—сценариста в 1994 році. П'єса була поставлена за межами Бродвею Manhattan Class Company, а в головних ролях виступили Тім Блейк Нельсон і Еллен Паркер.

### Комікси
«Юні месники» Гайнберґа досягли успіху в продажах і стали фаворитом коміксів Марвела. Серіал також отримав прихильність преси за включення двох ґеїв, Віккана та інопланетянина Галклінґа. Сам Гайнберґ — відкритий ґей. Він повернувся до теми «Юних месників» у сюжетній лінії «Дитячого хрестового походу».
Після того, як разом із Джеффом Джонсом були написані 5 випусків «JLA» від DC Comics, Гайнберґ і художник Террі Додсон перезапустили «Wonder Woman» за міні-серіалом «Нескінченна криза».

### Телебачення
На телебаченні Гайнберґ працював над «Голою правдою», «Party of Five», «Sex and the City», «Gilmore Girls», «The OC», «Grey's Anatomy», «Looking», «Scandal» і «The Catch», а також був виконавчим продюсером пілотного фільму CW для їхньої «Wonder Woman», продовженням серіалу Amazon в 2012 році, але пілот не був розвинений до серіалу. У 2019 році було оголошено, що Гайнберґ розробить телевізійну адаптацію «Пісочного чоловіка» для Netflix. Він також є виконавчим продюсером шоу разом з Нілом Ґейманом і Девідом С. Ґоєром.

### Фільми
Гайнберґ написав сценарій до супергеройського фільму «Диво-жінка» 2017 року, а також став співавтором сценарію разом із Заком Снайдером і Джейсоном Фуксом.

## Фільмографія

### Фільми
| рік      | Фільм          | Кредит                | Примітки                                                    |
| -------- | -------------- | --------------------- | ----------------------------------------------------------- |
| 2012 рік | Синій, як джаз | Особлива подяка       |                                                             |
| 2017 рік | Грайте прямо   | Дуже особлива подяка  | Короткий фільм                                              |
| 2017 рік | Спрага         | Особлива подяка       | Короткий фільм                                              |
| 2017 рік | Диво- жінка    | Автор сценарію/сюжету | Написав історію разом із Заком Снайдером і Джейсоном Фуксом |

### Телебачення
| рік            | плівка                                 | Кредит                                                        |           |
| -------------- | -------------------------------------- | ------------------------------------------------------------- | --------- |
| 1997–1998 роки | Гола правда                            | Написано                                                      |           |
| 1998–2000 роки | Партія п'яти                           | Редактор сюжету, автор, автор історії, співпродюсер, продюсер |           |
| 2000–2002 роки | Секс і місто                           | Креативний консультант, сценарист, продюсер-супервайзер       |           |
| 2000 рік       | Ґросс Пуант                            | Креативний консультант                                        |           |
| 2002 рік       | Дівчата Ґілмор                         | Написано                                                      |           |
| 2006 рік       | Анатомія Ґрей: прямо до серця          | Виробник-консультант                                          | телефільм |
| 2006 рік       | Анатомія Ґрей: під тиском              | Виробник-консультант                                          | телефільм |
| 2006 рік       | Анатомія Ґрей: ускладнення серця       | Виробник-консультант                                          | телефільм |
| 2007 рік       | Анатомія Ґрей: кожна мить має значення | Співвиконавчий продюсер                                       | телефільм |
| 2007 рік       | Анатомія Ґрей: дощ або сонце           | Співвиконавчий продюсер                                       | телефільм |
| 2016–2017 роки | Улов                                   | Розробник, виконавчий продюсер, сценарист                     |           |
| 2021 рік       | Соколине око                           | Created Kate Bishop, в титрах не указана                      |           |
| 2022 рік       | Пісочний чоловік                       | Розробник, виконавчий продюсер, сценарист                     |           |

### Відеоігри
| рік      | Гра                       | Кредит                          | Примітки |
| -------- | ------------------------- | ------------------------------- | --- |
| 2013 рік | Герої Марвел              | Персонажі, створені, не вказані | Персонажі: Кетрін «Кейт» Бішоп/Соколине Око та Вільям «Біллі» Каплан/Віккан                                                                          |
| 2016 рік | Леґо-месники Марвела      | Персонажі, створені, не вказані | Персонажі: Кетрін «Кейт» Бішоп/ Соколине Око, Вільям «Біллі» Каплан/ Віккан, Доррек VIII/Теодор «Тедді» Альтман/Халклінг і Томас «Томмі» Шеперд/Спід |
| 2016 рік | Леґо-супергерої Марвела 2 | Персонажі, створені, не вказані | Персонажі: Кетрін «Кейт» Бішоп/ Соколине Око, Вільям «Біллі» Каплан/ Віккан і Доррек VIII/Теодор «Тедді» Альтман/Халклінг                            |

## Зовнішні посилання
- Аллан Гайнберґ на Marvel.com
- Алан Гайнберґ на сайті IMDb (англ.)